# Walter Spitta
Walter Spitta (* 5. Oktober 1903 in Bremen; † 26. Januar 1945 in Nakel im vom Deutschen Reich besetzten Polen) war ein deutscher evangelischer Pfarrer und führendes Mitglied der Bekennenden Kirche im Oldenburger Land.

## Leben
Spitta war der Sohn des Bremer Senators und späteren Bürgermeisters Theodor Spitta (1873–1969). Von 1923 bis 1928 studierte er Evangelische Theologie an den Universitäten Marburg und Berlin. Am 11. Juli 1928 bestand er in Marburg das 1. Examen und am 10. Oktober 1928 trat er in den oldenburgischen Kirchendienst. Nach Aushilfstätigkeiten in Bad Zwischenahn und ab dem 15. Mai 1928 in Jade legte er am 28. September des gleichen Jahres das 2. Examen ab und wurde am 8. November 1931 ebenfalls in Jade als Pfarrer ordiniert und eingeführt.
Zur Zeit des Nationalsozialismus geriet er als führendes Mitglied der Bekennenden Kirche und des Kirchenkampfes im Oldenburger Land sehr bald in Gegensatz zu den Machthabern. Seitens des Oldenburgischen Oberkirchenrats wurde im Verlauf des Kirchenkampfes ein Predigtverbot gegen ihn ausgesprochen, da er an den illegalen Kandidatenprüfungen für die Bekennende Kirche teilgenommen hatte.
Weiterhin engagierte sich Spitta als Gegner von Rassenhass und Antisemitismus sehr stark für die in Oldenburg ansässige jüdische Bevölkerung. Sein Biograf Heinrich Höpken sieht darin vor allem Spittas bleibende Bedeutung für Oldenburg und darüber hinaus.
Bereits vor 1933 hatte er in vielen Gemeinden Vorträge gegen den Rassenhass gehalten und war dabei neben schweigender Zustimmung auch auf radikale Ablehnung und Anfeindung gestoßen.
Zusammen mit weiteren Helfern gelang es ihm, während der Jahre 1940 bis 1942 die jüdischen Familien in Varel, Oldenburg und Wilhelmshaven mit Lebensmitteln und praktischer Hilfe zu unterstützen. Spitta war damit der einzige Mensch, von dem eine solche umfassende und unmittelbare Hilfe für die jüdische Bevölkerung im Oldenburger Land bekannt geworden ist. Den Abtransport in die Vernichtungslager ab 1942 konnte er allerdings nicht verhindern.
Spitta wurde als unliebsame Person 1942 in den Sanitätsdienst zum Heer der Wehrmacht eingezogen und fiel während der Abwehrkämpfe im besetzten Polen Anfang 1945.
Des Weiteren war Spitta auch schriftstellerisch tätig und verfasste eine Reihe unveröffentlichter Geschichten, die teilweise vor dem Hintergrund des Kirchenkampfes spielen.

## Familie
Spitta war verheiratet mit der aus Württemberg stammenden Pastorentochter Charlotte geb. Schüle. Charlotte Spitta führte nach dem Tod ihres Mannes sein Amt in Jade als erste Pastorin der Evangelisch-lutherischen Kirche in Oldenburg zunächst weiter.

## Gedenken
Das 2014 eingeweihte Kirchen- und Dorfgemeinschaftshaus in Jade trägt den Namen Walter-Spitta-Haus. Darin erinnert eine Bronzetafel mit ihren Lebensstationen an Walter und Charlotte Spitta.